# ウーロン島
ウーロン島（Ulong）はパラオ西部の島。コロール州に属している。Aulongとも呼ばれ、もともと英語ではOroolongと表記していた。世界でも有数のドリフトダイブのスポットとして知られている。

## 地理
Ngerumekaol水路と呼ばれる海底の溝構造が島の近くの礁に存在する。水路はおおよそ500m、平均幅は33mで珊瑚礁の礁湖につながっている。近年ウーロンコーナーと水路にはサメが生息している。コロール島以南で最大の島であるウルクターブル島から西に2.3kmほどの位置にある。デンゲスとエイルマルクの水路は渡りやすいが、これらの島々とウーロン島の間のラグーンは航行が若干難しい。ウーロン島からマラカル島のマラカルハーバーまではこのラグーンを通る。

## 歴史
イギリス東インド会社の船長であったヘンリー・ウィルソンの乗っていた郵船アンテローペ号がこの島に遭難している。その後、1700年代後半にはIkesakes礁から来るこれらの外敵に対して当時島内に住んでいた住民がウーロン島防衛を試みたが、結局は移住を余儀なくされた。
この島にはパラオ洞窟壁画が存在する。

## 註
1. ↑  Google Earth
2. 1 2  “Ulong Channel”.   Asia Dive Site. 2011年10月20日閲覧。
3. ↑  Johannes, Robert Earle (1981). Words of the lagoon: fishing and marine lore in the Palau District of Micronesia. University of California Press. pp. 33–. ISBN 978-0-520-03929-2 2011年10月21日閲覧。
4. ↑  Tierney, Beth; Tierney, Shaun (1 May 2006). Diving the world: a guide to the world's coral seas. Footprint Travel Guides. pp. 327–. ISBN 978-1-904777-59-5 2011年10月21日閲覧。
5. ↑  Great Britain. Hydrographic Dept (1900). Pacific islands ... (Public Domain ed.). The Hydrographic office, Admiralty. pp. 437– 2011年10月21日閲覧。
6. ↑  “Palau: Airai -- Visitors: Explorers”. 2011年10月20日閲覧。
7. ↑  D'Arcy, Paul (2006). The people of the sea: environment, identity and history in Oceania. University of Hawaii Press. pp. 107–. ISBN 978-0-8248-2959-9 2011年10月21日閲覧。
8. ↑  Parmentier, Richard J. (1987). The sacred remains: myth, history, and polity in Belau. University of Chicago Press. pp. 332–. ISBN 978-0-226-64695-4 2011年10月21日閲覧。

座標: 北緯7度11分14秒 東経134度22分05秒 / 北緯7.187304度 東経134.368009度